# Talpig pácban
A Talpig pácban (eredeti cím: Working) egy amerikai szitkomsorozat, amely két évadon át futott az NBC televíziócsatornán. A sorozat Michael Davidoff és Bill Rosenthal ötlete alapján készült. Története szatirikusan mutatja be egy átlagos nagyvállalat, az Upton/Webber mindennapjait az újonc munkavállalóként érkező Matt Peyser szemszögéből.
Magyarországon 2001 és 2002 között került képernyőre vasárnaponként dél körül a TV2 műsorán, ekkor még korhatár-besorolás nélkül. Ismétlése 2003. augusztusa és 2004. májusa között szombat délelőttönként volt látható, de ekkor már a kötelezően alkalmazandó korhatár rendszerben, 12-es karikával.

## Szereposztás és karakterek
- Matt Peyser (Fred Savage)

A naiv Matt frissdiplomásként érkezik a céghez azzal a céllal, hogy egy nap a vállalati ranglétra legtetejére kerülhessen. Kitartását és rátermettségét nap mint nap próbára teszi főnöke Tim, de kollégái hóbortjait is el kell viselnie közben.
- Tim Deale (Maurice Godin)

Laza főnök típus, aki szereti, ha alkalmazottjaiban is felfedezheti saját maga könnyedebb munkavégzési stílusát. Ez ugyanakkor nem jelenti azt, hogy a beosztottjai a haverjai lennének, sőt! Egyenesen odavan a vezetői pozíciójában rejlő szürkezónás lehetőségek megéléséért.
- Evelyn Smalley (Yvette Freeman)

Munkaköre leginkább a HR-hez áll legközelebb, ő az, aki be- és kilépteti az alkalmazottakat és a felsővezetéstől érkező mindenfajta információt is ő hirdet ki. Természetesen ritkán szállít jó híreket.
- John Delaney (Steve Hytner)

Enyhén megkeseredett, fanyar humorú negyvenhez közeli férfi. Szereti a magánéletét és a munkáját különválasztani, amihez a legjobb módszere az, hogy a legkevesebb munkába vonja bele magát. Emellett azt sem nagyon bírja, ha a kollégái bajait kell hallgatnia, hátha még segítenie is kellene megoldani őket...
- Abby Cosgrove (Arden Myrin)

Ő az a tipikus tapadós csaj, aki mindenkivel jóban akar lenni és valahogy mindig sikerül mindenről értesülnie még akkor is, ha nem neki szánták az információt. Természetesen ezeket nem tartja magában. Szereti a macskákat, szóval esélyes, hogy örökre magányos marad.
Itt dolgozik még Jimmy Clarke (Dana Gould), mint egy kissé ügyefogyott srác és szöges ellentéte Hal (Sarah Knowlton), az éles eszű és túlképzett titkárnő. A második évadban helyükre érkezik a könyörtelen személyiségű Liz Tricoli (Debi Mazar) és a szőke titkárnő típus Val Gibson (Rebecca McFarland).

## A sorozat fogadtatása
Az első részben két karaktert is más színészek alakítottak. John Delaney szerepében Todd Waring, míg Jimmy Clarke-ként Joey Slotnick tűnt fel. Nem teljesen szokatlan, hogy alapszereplőket az első ún. próbaadásban még mások játszanak, de ennél a sorozatnál is látványos jele a megfelelő alaphang keresésének, hiszen a jeleneteket nem forgatták újra a második részre lecserélt színészekkel. Ez idő, de akár pénzhiányból is történhetett.
A kevésbé jó nézettségi mutatók miatt a második évadra a sorozatban újra látványos változtatás történt. Két megszokott karaktert kiírtak (Hal és Jimmy), míg két újat behoztak a történetbe (Liz és Val). A cserét nem próbálták túlmagyarázni, a sorozattól jól megszokott metahumorral vezették be a változást az első rész nyitójelenete előtt. A felvezetésben az NBC csatorna elnökét sejtető figurát láthatunk, amint felráz egy hógömböt, amíg a narrátor közli, hogy igen, a sorozat új idősávba került és néhány szereplő lecserélődött.
22-ről 17-re csökkent az epizódok száma a második évadra. Az eredeti sugárzás idején az utolsó 4 részt már nem adta le az NBC. A USA Network kábelcsatornán sugárzott ismétlések idején már minden felvett részt leadtak, ahogyan hazánkban is történt.

## A főcím
Főcímzeneként a Devo együttes Working in the Coal Mine című számát hallhatjuk, vágóképekként pedig a Metropolis, Brazil és a The Apartment című filmekből használtak jeleneteket.
Az elsőről a második évadra a sorozat címének betűtípusa megváltozott, sőt a "WORKING" O betűjébe a 975-ös számot írták.
A kábelen történő ismétlések kedvéért változtattak a főcímzenén. Az ott adott epizódok főcímében más hangszerelésű és dalszöveg nélkül hallható az eredetileg használt főcímzene.